# Aspazija
Aspazija, et pseudonym for Elza Pliekšāne (født Elza Rozenberga den 16. marts 1865 i Zaļenieku pagasts i Guvernement Kurland, død 5. november 1943 i Riga i Reichskommissariat Ostland), var en lettisk digter og dramatiker. Aspazija er den lettiske translitteration af Aspasia.

Aspazija blev født nær Jelgava i 1865, hvor hun studerede og samtidig var aktiv i ungdomsorganisationer. I de senere år blev hun interesseret i litteratur. Mens hun deltog i aktiviteter i Nye Strømning-bevægelsen, mødte hun en af dets ledere, Jānis Pliekšāns (bedre kendt som Rainis), en avisredaktør, digter og advokat på det tidspunkt. Parret blev gift i 1897. De var forviste til andre dele i det Russiske Kejserrige i perioden 1897–1903, og boede i eksil i Schweiz fra 1905 til 1920. Da de kom tilbage til et uafhængigt Letland efter 1. verdenskrig, var hun aktiv i den feministiske bevægelse. Aspazija tilsluttede sig også Latvijas Sociāldemokrātiskā Strādnieku Partija (Letlands Socialdemokratiske Arbejderparti). Aspazija var medlem af det lettiske parlament Saeima fra 1920 til 1934.
- Aspazija skulptur i Jūrmala
- Mindeplade på det hus som Aspazija boede i med sin mand Rainis i Daugavpils i 1920
- Aspazijas hus i Jūrmala
- Åbningen af en rosenhave omkring Aspazija-monumentet i Jūrmala i 2011
- Aspazija Museum i Daukšas, nær Zaļenieki